# Alcide C. Horth
L’Alcide C. Horth était un navire de recherche océanographique canadien. De 1988 à 2002, il a contribué au Québec à la recherche dans l'estuaire du Saint-Laurent, et dans la rivière Saguenay.

## Caractéristiques techniques

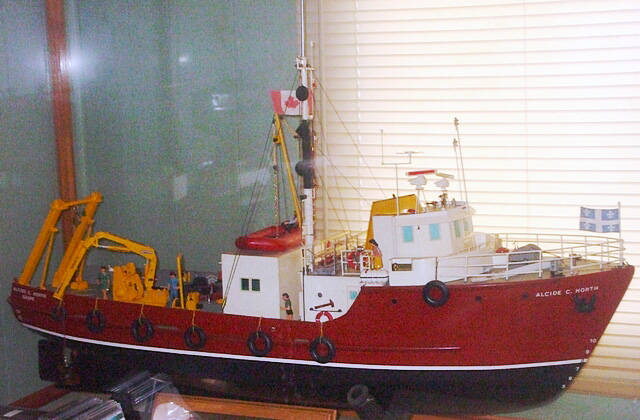
Réplique de l'Alcide C. Horth de 1992 (Maquette au 1:24)

L'Alcide C. Horth est un navire de 27,3 mètres (89 pieds). C'est un ancien chalutier qui a été transformé en navire de recherche, pour des expéditions en océanographie.
L’Alcide C. Horth a été construit en 1965 ; de cette date à 1983, il navigue sous le nom de Villmont No.2, puis de 1983 à 1990, il est renommé Raymond Moore, puis Alcide C. Horth de 1990 à décembre 2004. Par la suite en 2004 il sera vendu en Nouvelle-Écosse, et rebaptisé le Dominion Victory.

## Histoire

### Navire de recherche (N/R)
À la suite de l'acquisition par l'Université du Québec à Rimouski (UQAR) de son tout premier navire en 1988, le N/R Alcide C. Horth, le navire est destiné à la recherche océanographique et relève de l'institut des sciences de la mer de Rimouski (ISMER), qui occupe un vaste pavillon sur le campus de l'UQAR.

L’Alcide C. Horth près du quai de Rimouski en 1994.

Le navire Alcide C. Horth fut baptisé ainsi le 16 mai 1991 au port de Rimouski-est à la mémoire d'Alcide Clément Horth, professeur et chercheur en océanographie, recteur de l'Université du Québec à Rimouski (UQAR) de 1973 à 1977. La cérémonie officielle eut lieu en présence de son épouse, madame Géraldine P. Horth, marraine du navire pour l'occasion.
Un partenariat impliquant des institutions reconnues dans le domaine maritime et de l'océanographie fut créé : la corporation Reformar, localisée à l'Institut maritime du Québec (IMQ) de Rimouski. Possédant une grande expertise dans son milieu, elle se voit confier la gestion des opérations du navire.
Le navire a été utilisé pour l'enseignement, la formation et l'expertise dans plusieurs domaines, dont les relevés hydrographiques, l'aquaculture, échantillonnages divers, et plongée pour des travaux sous-marins.
Il a aussi servi pour la formation de l'équipage, dont la majorité provenait de IMQ de Rimouski.
Le NCSM Québec l'a utilisé aussi pendant plusieurs années, comme navire-école pour la formation des Cadets de la Marine royale canadienne, particulièrement entre Québec et Trois-Rivières.
Il a été le premier navire océanographique universitaire au Canada, et en 2002 il a été remplacé par le Coriolis II.

## Prix et distinction

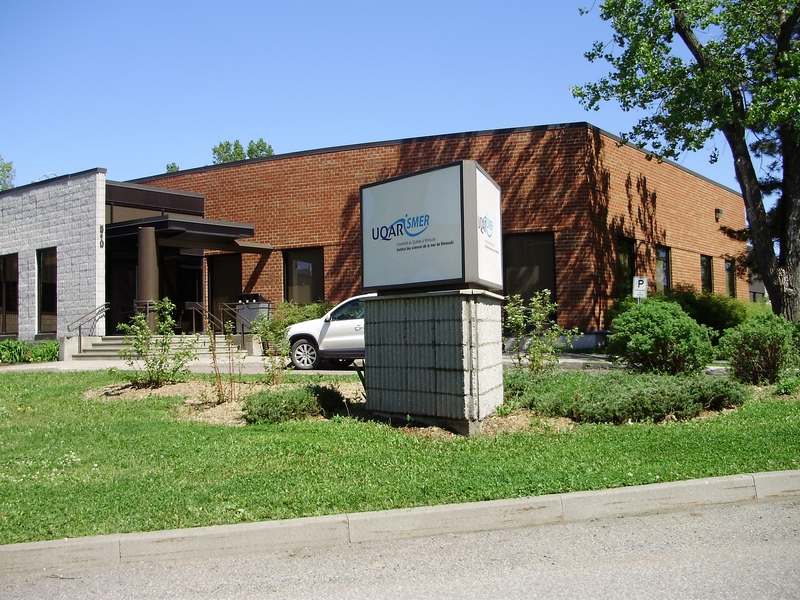
Pavillon principal de UQAR / ISMER à Rimouski

- Création de la Distinction « Alcide C. Horth » à l'Université du Québec à Rimouski. Décerné à chaque année à un chercheur ou un professeur, pour le récompenser pour l'excellence de son travail[5].

- Rimouski a depuis 2013 une rue « Alcide C. Horth »

## Visite rarissime en 1989

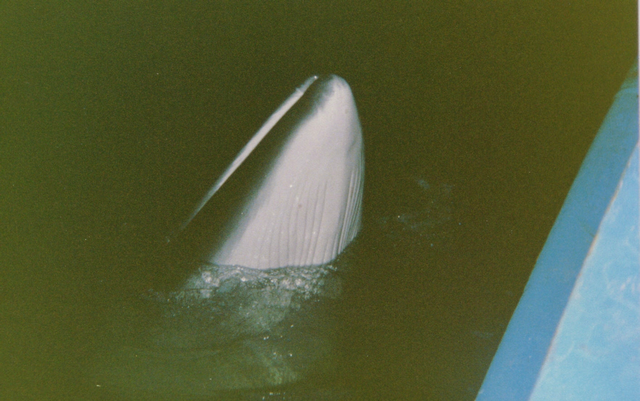
Rorqual commun à l'arrière de l’Alcide C.Horth en 1989.

Lors de travaux en station sur le fleuve Saint-Laurent pour la collecte d'échantillons, au large du Bic près de Rimouski à l'été 1989, le navire a eu la visite vers 18 h 0, d'un rorqual commun juvénile à l'arrière du navire. Pendant plus de trente minutes, l'équipage a pu observer ce cétacé.

### Sources
- Écho dimanche, journal hebdomadaire régional de Rimouski, vol. 8 no. 15, 19 mai 1991. « Baptême du navire de recherche Alcide C. Horth », et plusieurs autres informations par Ernie Wells.